# Гранична схильність до заощадження
Грани́чна схи́льність до заоща́дження, у формулах MPS (англ. marginal propensity to save) — частка заощаджень у будь-якій зміні використовуваного доходу домогосподарства; дорівнює зміні заощадження, поділеній на зміну доходу, що використовується.
Наприклад, якщо MPS дорівнює 0,25, то збільшення наявного доходу домогосподарства на 10 гривень, збільшить заощадження домогосподарства на 2,50 гривні. Гранична схильність до заощадження та гранична схильність до споживання (MPC) приймають значення в діапазоні [0,1], і їхня сума завжди дорівнює одиниці:
| {\displaystyle {\text{MPC}}+{\text{MPS}}=1} |

## Математична формула
Гранична схильність до заощадження обчислюється за такою формулою:
| {\displaystyle {\text{MPS}}={\frac {\Delta S}{\Delta Yd}}} |

S — заощадження;
Yd — прибуток.